# ماساو ياماموتو
ماساو ياماموتو (باليابانية: 山本 正男) (16 ديسمبر 1977 في كاتسوشيكا في اليابان – )؛ هو لاعب كرة قدم سابق كان يلعب كلاعب وسط.